# Salmo 73
Il salmo 73 (72 secondo la numerazione greca) costituisce il settantatreesimo capitolo del Libro dei salmi.
È tradizionalmente attribuito ad Asaf.